# Némethy Katalin
Némethy Katalin (Budapest, 1933. július 4. – Budapest, 2013. október 21.) magyar pedagógus, matematikus.

## Életútja

### Tanulmányai
A Baár-Madas Református Leánygimnáziumba járt 1943-tól 1951-ig. Az Eötvös Loránd Tudományegyetem matematika-fizika tanári szakán diplomázott 1955-ben.

### Oktatási pályafutása
Az időközben államosított egykori iskolájában működő Lórántfy Zsuzsanna Úti Általános Gimnáziumban már egyetemi tanulmányi alatt 1953-tól tanított. Az iskola később a Móricz Zsigmond Gimnázium nevet vette fel. Ott dolgozott 1991-ig, majd visszatért a közben újjáalakult budapesti Baár–Madas Református Gimnáziumba, "hogy visszaadjam iskolámnak azt, amit tőlük kaptam", ahogy ő fogalmazott.
A gimnáziumi munka mellett 1960 és 1975 között az ELTE Geometria Tanszékén is oktatott. Korán kezdett foglalkozni a számítástechnika oktatásával is. Matematikaoktatási és programozási füzeteket is publikált. A hazai matematikatanítás egyik legismertebb és legsikeresebb pedagógusaként 1995-ben ment nyugdíjba. Emlékére tanítványi és volt kollégái fát ültetek a Baár-Madas Gimnázium kertjében.

### Egyéb tevékenységek
1980 és 1990 között szakfelügyelő, illetve szaktanácsadó volt. A KöMaL szerkesztő bizottságának munkáját éveken át személyesen illetve tanítványain keresztül aktívan támogatta.

## Tanítványai
Az országos tanulmányi versenyeken (OKTV) és a Nemzetközi Diákolimpiákon több tanítványa is pl. Füredi Zoltán, Kollár István, Surján Péter, Bólyai István dobogós helyezést értek el.
Tanítványait a matematika keretén túlmutató logikus gondolkodásra és szellemi vasfegyelemre nevelte. Megmutatta a matematika szépségét, segített felfedezni a gondolkodás örömét.

## Díjai, kitüntetései
- Rátz Tanár Úr-életműdíj (2005)
- Kiváló Tanár
- Földes Ferenc-díj
- Beke Manó-emlékdíj
- Apáczai Csere János-díj (2005)